# 장명남
장명남(張明男, 1957년 2월 14일~2021년 4월 11일)은 대한민국의 배우이자, 성우이다.

## 방송
- 다이라노 기요모리

## 영화
- 나는 절대로 용서하지 않는다(2018년)
- 덕혜옹주(2016년) - 보육원 관료 야마다 역
- 가족사진(2015년)
- 막부고교생(2014년) - 야먀시타 도시조 역
- 넥스트 제네레이션 패트레이버 3(2014년)
- 종신검시관 극장판(2012년)
- 네가 춤추는 여름(2010년)
- 카무이 외전(2009년)
- 사자의 혈맥(2001년)
- 고조 (2000년) - 벤케이 역
- 제로 우먼 - 리턴즈(1999년)
- 비 그치다(1999년)
- 제로 우먼 - 댄저러스 게임(1998년)
- 춤추는 대수사선(1998년)
- 제로 우먼 - 더 헌티드(1997년)
- 마루타이의 여인(1997년)
- 천수 이야기(1995년)
- 계승배(1992년) - 센다 다다시 역
- 눈과 피의 4일(1989년)
- 식탁이 없는 집(1985년)
- 란(1985년)
- 일본의 뜨거운 날들 모살 - 시모야 사건 (1981년)
- 가게무샤(1980년)